# Автошлях Т 0509
Автошля́х Т 0509 — автомобільний шлях територіального значення у Донецькій області. Пролягає територією Волноваського, Покровського, Кальміуського та Донецького районів через Велику Новосілку — Володимирівку — Благодатне — Ольгинку — Новотроїцьке — Докучаєвськ — Старобешеве — Кутейникове — Амвросіївку. Загальна довжина — 124,6 км.

## Маршрут
Автошлях проходить через такі населені пункти:
| Автошлях Т 0509             |              |
| Донецька область            |              |
| Великоновосілківський район |              |
| Велика Новосілка            | Т 0518       |
| Золота Нива                 |              |
| Мар'їнський район           |              |
| Пречистівка                 |              |
| Павлівка                    |              |
| Волноваський район          |              |
| Микільське                  |              |
| Володимирівка               |              |
| Благодатне                  |              |
| Ольгинка                    |              |
| Новотроїцьке                | Н20          |
| Докучаєвськ                 |              |
| Старобешівський район       |              |
| Стила                       |              |
| Старобешеве                 | Т 0508       |
| Новокатеринівка             |              |
| Осикове                     |              |
| Амвросіївський район        |              |
| Кутейникове                 | Т 0507       |
| Амвросіївка                 | Т 0517Т 0519 |